# Репрограммирование клеток
Репрограммирование (перепрограммирование) клеток — это процесс возврата зрелых специализированных (соматических) клеток в состояние индуцированных плюрипотентных стволовых клеток. Репрограммирование также относится к стиранию / восстановлению эпигенетических меток во время развития зародышевых клеток млекопитающих.

## История
Впервые феномен репрограммирования был продемонстрирован Джоном Гёрдоном, который в 1962 году показал, что дифференцированные соматические клетки могут быть перепрограммированы обратно в эмбриональное состояние. В эксперименте ему удалось получить плавающих головастиков после переноса дифференцированных кишечных эпителиальных клеток в яйца энуклеированной лягушки. За это достижение он получил Нобелевскую премию по медицине в 2012 году вместе с Синъей Яманакой. Яманака был первым, кто продемонстрировал (в 2006 году), что процесс перепрограммирования ядерной соматической клетки (или перепрограммирования на основе ооцита), обнаруженный Гурдоном, можно было бы провести (у мышей) с помощью коктейля определенных факторов (Oct4, Sox2, Klf4 и c-Myc — «коктейль Яманаки») для генерации индуцированных плюрипотентных стволовых клеток (iPSCs). Исследователями были подобраны и использовались также и другие комбинации генов.
Иэн Уилмут и Кейт Кэмпбелл были первыми, кто продемонстрировал, что клетку взрослого млекопитающего можно перепрограммировать обратно в плюрипотентное состояние, при клонировании овечки Долли в 1997 году.